# Puente Salmon Bay

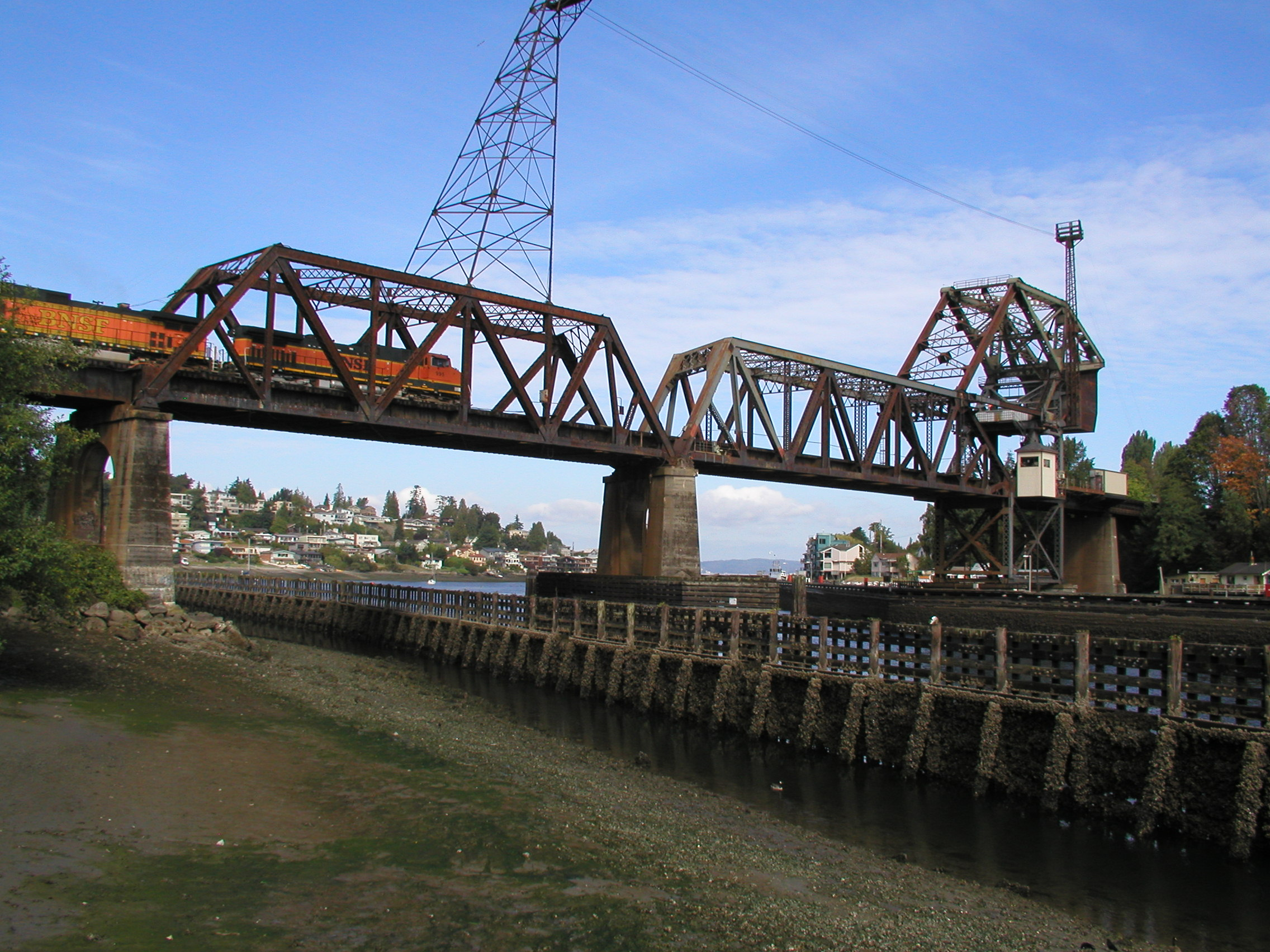
The Salmon Bay Bridge over Salmon Bay in Seattle, Washington.

El Puente Salmon Bay, también conocido como Puente No. 4, es un puente basculante de una sola hoja con muñón de Strauss Heel que se extiende a través de Salmon Bay y conecta Magnolia / Interbay con Ballard en Seattle, Washington. El puente está ubicado justo al oeste de Commodore Park. Transporta la línea principal del Ferrocarril BNSF, la Subdivisión Escénica, en su camino hacia el norte hasta Everett y hacia el sur hasta la Estación King Street y el Distrito Industrial de Seattle.
El puente Salmon Bay, que se encuentra al oeste de las esclusas Hiram M. Chittenden, es el último puente que atraviesa el canal de navegación del lago Washington antes de que se convierta en Puget Sound . Construido en 1914 por Great Northern Railway, tiene una luz de apertura de 61 metros (200,1 pies) y tiene dos vías. Además, el espacio libre de la embarcación cuando se baja es de 13,1 metros (43 pies) con marea alta media, y hasta 15,3 metros (50 pies) con marea baja.
BNSF Railway planeó inicialmente reemplazar el puente Salmon Bay con un nuevo puente de elevación vertical, pero optó por reparar los componentes defectuosos del puente existente luego de consultar con la comunidad local.